# Cruz cubierta de Aínsa
La cruz cubierta de Aínsa es un monumento del siglo XVII en Aínsa, construido por la Diputación General de Aragón para rememorar la victoria de las tropas cristianas sobre las musulmanas en el siglo IX.

## Historia
El monumento fue construido en 1655. En 1765 fue derribado por un temporal y mandado reconstruir por orden de Carlos III. 

## Descripción
Es un tholos cerrado por una valla de hierro y circundado por ocho columnas que soportan un tejado en forma de chapitel rematado con una cruz. Dentro de él, se encuentra la representación de la cruz y la carrasca, emblemas de Sobrarbe.
En el friso se lee:
- Arriba:

EN ESTE PUESTO.APARECIO.MILAGROSSAMENTE.LA CRUZ.LLAMADA.DE.SOBRARBE.BLASON.DESTE REINO.Y DE LA VILLA DE AYNSSA.AB(riose).POR CUENTA DEL REINO.Y ACABOSE ESTA OBRA EL.AÑO 1655.SIENDO.D.E.RALINI GOROJO.ABAD DE.S.Vlcn.

- Abajo:

D.JUAN ANTONIO VIRTO DE ESPINAL.EL CODE DE SAN ALEMETE.D.YN GOMARIN.D.VICECIONI COLAS SALINAS.EL DOCTOR D GARCEL.ARAL D.ACHE DOMINGO CAZAMO GALAN.GERONIMO DE NAIASEO.REYMUNDO S OR JOSEPE USEPE ULAQUE ME FECIT.